# Абсолют-помощь
Абсолют—Помощь — частный благотворительный фонд, работающий в Москве, Московской области и других регионах России. Специализируется на комплексной поддержке детей и молодых взрослых в уязвимой ситуации, а также на развитии инклюзивного образования. Среди основных благополучателей фонда — дети и молодые взрослые с инвалидностью и ограниченными возможностями здоровья, в том числе нуждающиеся в социализации и сопровождаемом проживании, дети с опытом сиротства, дети, пережившие опыт жестокого обращения, дети в конфликте с законом, семьи в трудной жизненной ситуации.
Фонд объединяет и поддерживает профильные организации для развития эффективной системы помощи целевым группам.
За 22 года был пройден путь от адресной помощи к системной поддержке профильных организаций на конкурсной и внеконкурсной основе. Благотворительный фонд «Абсолют—Помощь» предоставляет не только финансовую, но и образовательную, информационную поддержку, создает условия для обмена опытом.
Особое внимание Благотворительный фонд «Абсолют—Помощь» уделяет развитию инклюзивного образования. В 2014 году фонд открыл под Серпуховом инклюзивную частную школу «Абсолют».

## История
Благотворительный фонд «Абсолют-Помощь» основан в 2002 году акционером группы компаний «Абсолют» Александром Светаковым.
С 2002 по 2017 год фонд помог 7045 детям, в 2018-м непосредственную помощь получили 2173 ребёнка. Фонд работает с детьми, у которых органические поражения ЦНС, психоневрологические диагнозы, поведенческие расстройства, а также с детьми, имеющими опыт сиротства. Только в 2017 году в сотрудничестве с центрами различные курсы восстановления прошли более 1300 детей. За всё время работы фонда помощь получило более 20 % от общего числа детей с ОВЗ, проживающих в Московской области.
Бюджет фонда пополняется за счёт частных и коммерческих пожертвований. По словам Александра Светакова, общий бюджет фонда в 2007 году составлял 3 млн долларов (примерно 75 млн рублей). В 2017-м в «Абсолют-Помощь» поступило взносов на общую сумму более 300 млн рублей, треть из которых направили на содержание школы-интерната «Абсолют», оставшаяся часть ушла на реализацию проектов и адресную помощь.

## Школа-интернат «Абсолют»
«Абсолют-Помощь» создаёт комплексную систему поддержки детей  своей целевой группы. Для этого в 2008 году в деревне Райсемёновское под руководством фонда началось строительство частной школы-интерната «Абсолют» для детей-сирот с когнитивными нарушениями. Школа была открыта осенью 2014 года, в 2018-м в ней обучалось 128 воспитанников. По состоянию на 2019 год  школа «Абсолют» является инклюзивной, в ней учатся дети с особенностями развития и обычные дети, как из кровных, так и замещающих семей.
Проектирование школы-интерната началось в 2006 году, всего фонд направил более 800 млн рублей на её строительство. Школа стала первым в России инклюзивным учреждением, построенным по инициативе представителя бизнеса и за счёт частного инвестирования. Занятия начались в 2014 году. Помимо классов, в учебном комплексе обустроены швейные, столярные, слесарные, картонажно-переплетные, творческие мастерские, а также кабинет психологической разгрузки, сценическое пространство, медиатека, жилой и дошкольный блоки, медицинский корпус с кабинетом стоматолога и соляной комнатой. В школе «Абсолют» проводят занятия театротерапии и канистерапии. Сотрудники школы создают методические материалы и проводят конференции для педагогов  и специалистов дополнительного образования.